# Galo Eidelstein
Galo Mauricio Eidelstein Silber (Santiago, 19 de agosto de 1951) es un ingeniero civil electricista, psicólogo y político chileno de origen judío, miembro del Partido Comunista (PC). Desde el 11 de marzo de 2022 se desempeña como subsecretario para las Fuerzas Armadas de su país, bajo el gobierno del presidente Gabriel Boric; siendo el primer militante comunista en asumir el cargo.

## Familia y estudios
Nació en Santiago de Chile, el 19 de agosto de 1951; hijo dirigente comunista José Eidelstein. Realizó sus estudios secundarios en el Instituto Nacional, y tras egresar, rindió la Prueba de Aptitud Académica (PAA), siendo puntaje nacional en matemáticas. Seguidamente, ingresó a estudiar ingeniería civil electricista en la Universidad de Chile. Asimismo, efectuó un magíster en seguridad y defensa en la Academia Nacional de Estudios Políticos y Estratégicos (ANEPE).
Luego, se incorporó a la carrera de psicología en la Universidad UNIACC, para después cursar un magíster en psicología clínica con mención psicoanálisis en la Universidad Diego Portales.

## Carrera profesional
En el ámbito profesional, se ha desempeñado en áreas como ingeniería, ciencia política, economía política, defensa y psicoanálisis. Además, ejerció como vicerrector de Gestión, Operaciones y Finanzas de la Universidad ARCIS hasta 2013.
Durante veinticinco años se mantuvo como gerente de Desarrollo de la firma Caffarena, industria relacionada con la producción textil, donde hizo un "trabajo extraordinariamente bueno", según el exdirector, Jorge Reizin.
En el ámbito académico, fue profesor en la Facultad de Ciencias Físicas y Matemáticas de la Universidad de Chile. Por otra parte, es miembro de la asociación psicoanalítica francesa Analyse Freudienne.

## Carrera política
Es militante del Partido Comunista de Chile (PC), colectividad de la cual ha estado encargado en materias de defensa. En febrero de 2022 fue designado por el entonces presidente electo Gabriel Boric, como titular de la Subsecretaría para las Fuerzas Armadas, convirtiéndose en el primer militante comunista en ese cargo. Asumió esa función el 11 de marzo de dicho año, con el inicio formal de la administración.

## Posiciones políticas
Ha sido crítico en que las fuerzas armadas se involucren en el combate contra el narcotráfico, indicando que «toda la experiencia de otros países demuestra el fracaso de involucrar a las FF.AA. en combate al narcotráfico». En ese aspecto, aclaró que «el tema central es el trabajo de inteligencia y el control financiero. También han creado eficientes redes sociales y ninguno de esos aspectos se combate con armamento de grueso calibre». Asimismo, ha indicado que «las Fuerzas Armadas no están preparadas para combatir el narcotráfico, ni cuentan con la legitimación social para ejercer dicha labor, dado su involucramiento permanente en casos de corrupción».

## Controversias
Su designación como subsecretario para las Fuerzas Armadas estuvo envuelta en polémicas y fue criticado junto a otros tres nombramientos de subsecretarios designados: Cristóbal Pineda en Transportes, Christian Larraín Pizarro en Previsión Social, Fernando Araos en Redes Asistenciales y Alfredo Gutiérrez Vera en Obras Públicas. Eidelstein fue cuestionado porque se desempeñó como vicerrector de gestión, operaciones y finanzas de la Universidad ARCIS, eso en la época en que la institución sufrió una crisis económica, lo que culminó en su cierre, además futuros diputados de oposición criticaron fuertemente su militancia en el Partido Comunista (PC) para desempeñarse en dicha Subsecretaría de Estado, algunos incluso solicitaron que el entonces presidente electo Gabriel Boric se retractase de su nombramiento. Paralelamente el excandidato presidencial del Partido Republicano José Antonio Kast también reaccionó con críticas a su nombramiento, acusándolo de haber estado involucrado con los líderes venezolanos Hugo Chávez y Nicolás Maduro.
El exdirigente sindical de la Universidad ARCIS, Víctor Hugo Robles, aseguró que "es uno de los grandes responsables, porque, efectivamente, la quiebra, la desaparición de la Universidad Arcis tiene múltiples causas y responsables".
Militantes del PC, como la diputada Carmen Hertz han defendido su designación señalando que: "Es un excelente nombramiento el de Galo Eidelstein como subsecretario de las Fuerzas Armadas. No solo es una persona con una excelencia académica de formación brillante. Además, Eidelstein hizo el curso de la Anepe con excelentes calificaciones, es un experto en defensa, ha formado parte siempre del Grupo de Análisis de Defensa y Fuerzas Armadas, que es un grupo de académicos de la sociedad civil. Así que me parece que es, insisto, el mejor nombramiento y el que junto con la ministra van a llevar adelante las modificaciones necesarias al estatuto de las Fuerzas Armadas, en las cuales me parece que hay consenso entre todos los comandantes en jefe". Además, la diputada también se refirió a los vínculos de Eidelstein con la Universidad ARCIS, señalando que: "En la Universidad Arcis creo que Galo Eidelstein fue vicerrector en algún momento, no veo qué responsabilidad pueda tener en nada. Esto es todo parte de la campaña de descrédito de los nombramientos de ministros, ministras, subsecretarios, subsecretarias, que se agitan por los sectores conocidos de este país y que lamentablemente tienen eco inmediato en la prensa hegemónica, sobre todo. Galo Eidelstein no tiene vinculación alguna con nada, nada, absolutamente nada que tenga que ver con alguna negociación que sea incompatible o algo turbio, nada. Es un personaje intachable".
El 9 de febrero de 2022, se reunió con Alfonso Vargas, en una reunión de más de siete horas, se trató del primer encuentro entre una autoridad de ese nivel en ejercicio y su sucesor, incluso antes del primer contacto entre los ministros de Defensa Nacional. Si bien desde el Ministerio aseguraron que no se trató de una reunión de traspaso, sino que fue de tipo "informativa" —donde se aclararon dudas sobre el funcionamiento de la subsecretaría— en el comando de Boric señalaron que el encuentro sí fue en el marco del traspaso de mando. Además durante ése día, la futura bancada de oposición al gobierno, en particular de la UDI pidió una sesión especial en la Cámara de Diputadas y Diputados, fijada para el 15 de marzo de 2022, para analizar la quiebra de la Universidad ARCIS, la sesión será "una de las primeras acciones de fiscalización que llevaremos a cabo", señaló el diputado Juan Antonio Coloma Álamos. Lo anterior, ya que la futura autoridad fue vicerrector de Gestión, Operaciones y Finanzas de la casa de estudios. En ese sentido, argumentaron que en materias de FFAA "se maneja uno de los presupuestos fiscales más importantes del país". Esta sesión especial que se llevaría a cabo en la Cámara de Diputados fue fuertemente criticada por la diputada comunista Carmen Hertz, señalando que: “la bancada de la UDI realmente no tiene vergüenza alguna”, ya que “esta petición de sesión especial es de un patetismo francamente insólito.
El 10 de octubre de 2022, en un reportaje del medio periodístico El Mercurio, miembros de la oposición acusaron a Eidelstein de instruir la intervención en la formación de los oficiales cadetes y suboficiales de las Fuerzas Armadas de Chile, lo cual según señaló la diputada Camila flores "es un sueño que tienen hace muchos años en Chile" (refiriéndose al Partido Comunista de Chile). Solo 3 días después, el 13 de octubre, en reportaje del medio "El Libero" se señala que la acción está en contra de la "Ley Orgánica de las Fuerzas Armadas" pues esta establece que "la formación y perfeccionamiento del personal de planta de las Fuerzas Armadas será impartida por las respectivas instituciones de acuerdo con sus propios planes y programas de estudio”.